# Reckoning Night
Reckoning Night – czwarty album studyjny fińskiego zespołu power metalowego Sonata Arctica, wydany w 2004 roku przez Nuclear Blast.

## Lista utworów
1. "Misplaced" – 4:42
2. "Blinded No More" – 5:33
3. "Ain't Your Fairytale" – 5:26
4. "Reckoning Day, Reckoning Night..." (instrumental) – 3:21
5. "Don't Say a Word" – 5:49
6. "The Boy Who Wanted to Be a Real Puppet" – 4:44
7. "My Selene" – 5:28
8. "Wildfire" – 4:36
9. "White Pearl, Black Oceans..." – 8:47
10. "Shamandalie" – 4:04
11. "Wrecking the Sphere" – 7:02 (dodatkowy utwór na wydaniu Japońskim i Południowokoreańskim)
12. "Jam" – 2:51 (ukryty utwór)

## Twórcy
- Tony Kakko – śpiew
- Jani Liimatainen – gitara
- Henrik Klingenberg – instrumenty klawiszowe
- Marko Paasikoski – gitara basowa
- Tommy Portimo – instrumenty perkusyjne
- Nik Van-Eckmann – męski głos w utworach "Don't Say a Word", "White Pearl, Black Oceans..." i "Wildfire"